# 真辺正精
真辺 正精（まなべ まさよし、1848年4月29日（嘉永元年3月26日） - 1879年（明治12年）5月20日）は、江戸時代土佐藩の武士、真辺家8代目当主。馬廻役。迅衝隊士。通称は厳太郎、のち真辺戒作。

## 来歴
- 1848年（嘉永元年）3月26日、土佐藩士（小姓格・7人扶持）真辺正粋（勝亥）の嫡男として高知城下永国寺町に生まれる。母は松田善之進の娘。
- 少年の頃より、美男だったことで知られる。1858年（安政5年）7月7日、御隠居様（山内容堂）に召し出され、11歳で御隠居様御付小姓を仰せ付けられる。
- 1861年（文久元年）3月10日、亡父正粋の跡目高68石を下し置かれ相続する。
- 1863年（文久3年）、御小姓組から馬廻役に昇格する。
- 1865年（慶応元年）、乾退助に御供して江戸に出る。
- 1866年（慶応2年）、学問修業の藩命を受ける。
- 1867年（慶応3年）7月8日、土佐へ帰藩する途中、京都で中岡慎太郎と会い時勢を話し会う。
- 1868年（慶応4年）の戊辰戦争では、板垣退助の配下の迅衝隊第六番隊長として出征し、のち隊制改編により胡蝶隊第四番隊司令となり、特に下野国安塚の役で大鳥圭介ら率いる賊軍に対して勇猛果敢に戦い負傷するが、続く壬生城攻めでも、弟の真辺哲馬らと励ましあって敵陣の包囲を突破し賊魁の籠もる会津に進撃した。
- 会津では若松城交戦中、弟の哲馬が敵弾に斃れ戦死するも、正精は、武士として取り乱すこと無く敵に立ち向かった。
- 平夷の後は功を賞せられ、馬廻格新知170石を給せられた。

- 1869年（明治2年）9月、土佐藩の東京藩邸の学校舎長に任ぜられる。
- 1870年（明治3年）1月6日、法律修行の為にアメリカ留学を命じられて、その留学生の為の書生長を仰せ付けられた。後にこれはイギリス留学に場所を変更せられ、馬場辰猪、国澤新九郎、深尾貝作、松井正水を率いる土佐藩ロンドン留学生の団長を仰せ付けられる。同年7月21日、「パシフィック・メイル」号に乗船し、横浜からアメリカ経由で、イギリスに渡航した。
- ロンドン留学中に馬場辰猪と決闘して腕を負傷した。
- 8年の留学を経て、1878年（明治11年）8月27日、高知に帰郷した。しかし、神経衰弱となり、1879年（明治12年）5月20日、上京して芝区金杉に住む親友の吉田正春（吉田東洋の嫡男）を訪ね、同所で自殺した。享年32。墓は、東京の谷中霊園にあり、吉田正春と真辺正精の墓は仲良く並んで建てられている。また、分骨墓が高知市の丹中山の真辺家累代墓地にある。

## 家族
- 父：真辺正粋（勝亥）
- 母：松田善之進の娘
  - 本人：真辺正精（戒作）
  - 妻：坂井藤蔵勝益の娘
  - 弟：真辺哲馬